# Pittosporum crassicaule
Pittosporum crassicaule är en tvåhjärtbladig växtart som beskrevs av Robert Malcolm Laing och Gourlay. Pittosporum crassicaule ingår i släktet Pittosporum och familjen Pittosporaceae. Inga underarter finns listade.